# العفيفي
العفيفى قرية تابعة لمركز السادات في محافظة المنوفية في جمهورية مصر العربية.